# غرن هاون (كورنوال)
غرن هاون (بالإنجليزية: Gorran Haven)‏ هي قرية تقع في المملكة المتحدة في كورنوال. يقدر عدد سكانها بـ 1,271 نسمة .